# خوتکوفو
شهر خوتکوفو (به روسی: Хотьково) در کشور روسیه و در اوبلاست مسکو واقع شده‌است.

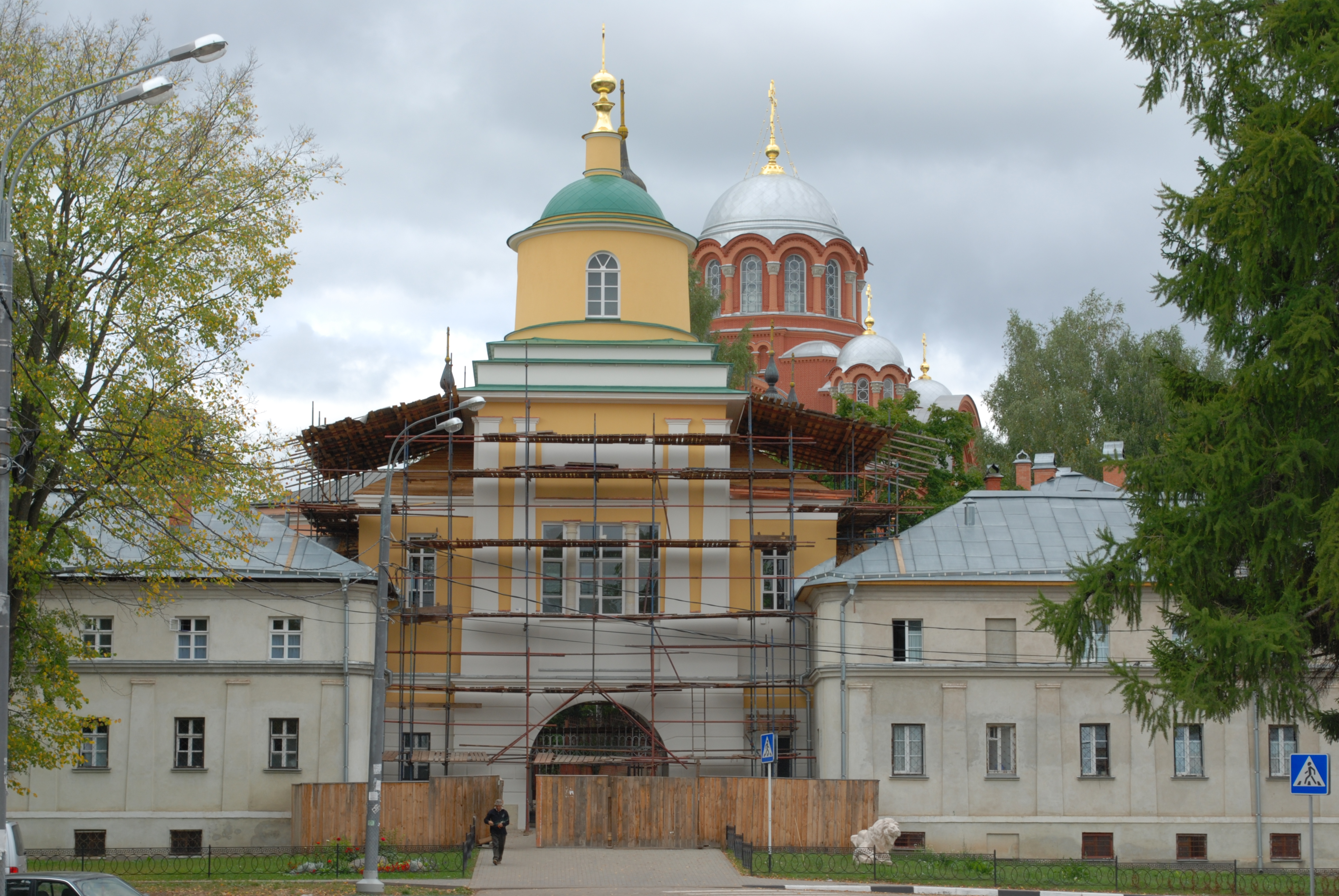